# Darrud
Darrūd (in persiano دررود‎) è una città dello shahrestān di Nishapur, circoscrizione di Zeberkhan, nella provincia del Razavi Khorasan in Iran. Aveva, nel 2006, una popolazione di 4.979 abitanti.